# Euphaedra coerulemaculata
Euphaedra coerulemaculata är en fjärilsart som beskrevs av Stoneham 1932. Euphaedra coerulemaculata ingår i släktet Euphaedra och familjen praktfjärilar. Inga underarter finns listade i Catalogue of Life.